# Kodjo Afanou
Kodjo Julien Afanou (ur. 21 listopada 1977 w Tabligbo) – francuski piłkarz pochodzenia togijskiego występujący na pozycji obrońcy.

## Kariera klubowa
Afanou karierę rozpoczynał w sezonie 1995/1996 w pierwszoligowym zespole Girondins Bordeaux. W Division 1 zadebiutował 18 maja 1996 w wygranym 2:0 meczu z Lille OSC, zaś 1 sierpnia 1997 w wygranym 2:0 spotkaniu z AS Cannes strzelił swojego pierwszego gola w lidze. W sezonie 1997/1998 osiągnął z zespołem finał Pucharu Ligi Francuskiej, a w następnym zdobył z nim mistrzostwo Francji. W sezonie 1999/2000 rozegrał 10 spotkań w Lidze Mistrzów, zakończonej przez Bordeaux na II fazie grupowej. W sezonie 2001/2002 zwyciężył z Bordeaux w rozgrywkach Pucharu Ligi Francuskiej. W 2003 roku przebywał na wypożyczeniu w emirackim Al-Ain FC. Potem wrócił do Bordeaux, którego zawodnikiem pozostał do stycznia 2006.
W styczniu 2007 podpisał kontrakt z tureckim Gaziantepsporem. Pierwszy mecz w Süper Lig rozegrał 4 lutego 2007 przeciwko Beşiktaşowi (0:0) i otrzymał wówczas żółtą kartkę. W sezonie 2006/2007 rozegrał 16 spotkań w lidze. Następnie nie zagrał już w żadnym meczu Gaziantepsporu, który w styczniu 2008 rozwiązał kontrakt z Afanou. Po sezonie 2008/2009, spędzonym w saudyjskim klubie Al-Hazem FC, zakończył karierę.

## Statystyki
| Rozgrywki     | Poziom | Kraj    | Mecze | Bramki |
| ------------- | ------ | ------- | ----- | ------ |
| Ligue 1       | I      | Francja | 195   | 4      |
| Süper Lig     | I      | Turcja  | 16    | 0      |
| Liga Mistrzów | –      | –       | 10    | 0      |
| Puchar UEFA   | –      | –       | 21    | 0      |

## Kariera reprezentacyjna
Afanou zagrał w 4 meczach na Młodzieżowych Mistrzostwach Świata 1997, zakończonych przez Francję na ćwierćfinale.